# Moggridgea pymi
Espèce
Synonymes
- Moggridgea chirindaensis Benoit, 1962

Moggridgea pymi est une espèce d'araignées mygalomorphes de la famille des Migidae.

## Distribution
Cette espèce se rencontre au Zimbabwe et en Afrique du Sud au Limpopo,.

## Description
La femelle holotype mesure 9,87 mm

## Publication originale
- Hewitt, 1914 : Descriptions of new Arachnida from South Africa. Records of the Albany Museum, vol. 3, p. 1-37.